# La Rectoria (Aiguaviva)
La Rectoria és un edifici del municipi d'Aiguaviva (Gironès) que forma part de l'Inventari del Patrimoni Arquitectònic de Catalunya.

## Descripció
La llinda data de 1763. Presenta murs arrebossats i està coberta a dues aigües amb canaló de "tortugues". La forma de la dècada del 1970 va alterar la distribució interior i va lligar amb tirants els murs laterals. Fou una residència temporal del bisbe de Girona. Llurs murs laterals presenten escuts.